# NME Awards
Gli NME Awards sono premi musicali conferiti annualmente dalla rivista musicale britannica New Musical Express. La prima cerimonia di premiazione si tenne nel 1953, poco dopo la fondazione della rivista.
Oltre a riconoscimenti come quelli al miglior artista o gruppo, al miglior album e al miglior brano, nel corso degli anni sono state incluse categorie meno usuali per un premio musicale, tra cui quelle del peggior disco, del "cattivo" dell'anno, del personaggio più elegante etc... Altre categorie includono, o hanno incluso nel passato, quelle riservate al miglior disc jockey, all'evento dell'anno, ai migliori festival musicali e ai migliori film.
I trofei assegnati ai vincitori sono rappresentati da una mano nell'atto del gesto del dito medio.
A partire dal 2014, la cerimonia di premiazione è sponsorizzata dalla città statunitense di Austin, capitale dello stato del Texas.

## Storia
Gli NME Awards hanno assunto forme diverse nel corso del tempo. Negli anni cinquanta e sessanta prevedevano un concerto dei vincitori mentre dal 1970 al 1993 si sono svolti esclusivamente come sondaggio tra i lettori della rivista.
La prima edizione comparve come sondaggio nell'edizione di NME del febbraio 1953, mentre la cerimonia si svolse nel mese di aprile alla Royal Albert Hall di Londra, che sarebbe stata la sede delle premiazioni fino al 1959.
Nel 1961 Cliff Richard vinse il premio come miglior cantante britannico per la terza volta consecutiva, ma venne fischiato quando si esibì con The Shadows, la band che lo accompagnava abitualmente. Come riportato sulla rivista, a quanto pare i fans avrebbero preferito ascoltare l'esibizione strumentale del quartetto anziché «i gorgheggi esagerati di Cliff». Tra l'altro si trattò della prima volta che la cerimonia veniva trasmessa in televisione, seguita da circa 15 milioni di persone.
Durante gli anni sessanta decine di migliaia di fans ebbero la possibilità di vedere artisti come Beatles, Rolling Stones e Dusty Springfield esibirsi alla Empire Pool di Wembley, mentre Elvis Presley inviò spesso messaggi di ringraziamento per i suoi numerosi riconoscimenti.
Durante la cerimonia del 1964, gli Stones eseguirono Not Fade Away, I Just Want to Make Love to You e I'm All Right, mentre i Beatles si esibirono in She Loves You, You Can't Do That, Twist and Shout, Long Tall Sally e Can't Buy Me Love, innescando «un uragano di calpestii, applausi, pianti e grida». Completarono la scaletta del concerto Gerry and the Pacemakers, Roy Orbison, The Dave Clark Five, The Shadows e The Hollies, mentre Elvis mandò un messaggio registrato:

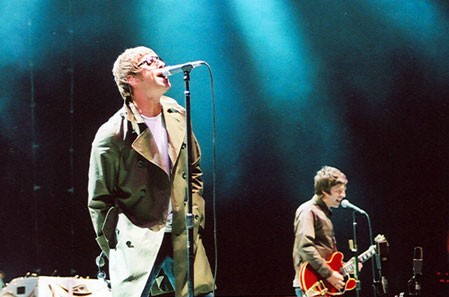
Gli Oasis sono il gruppo più premiato degli anni novanta.

I concerti continuarono fino al 1969 con esibizioni di numerose band tra cui gli Animals, i Moody Blues, i Them, i Kinks, gli Who, gli Small Faces, i Beach Boys e gli Steppenwolf.
La cerimonia di premiazione venne eliminata negli anni settanta, riprendendo solo nel 1994 quando i premi vennero rinominati The Brats, in parte come celebrazione del neonato Britpop e in parte come contrapposizione ai Brit Awards. Gli anni novanta videro dominare proprio i maggiori esponenti del movimento musicale originato dalla scena indipendente e underground del Regno Unito: Blur, Oasis, Manic Street Preachers, The Verve e Pulp. Il nuovo millennio vide invece l'affermazione del post-punk revival e di band come The Strokes, The Killers e Franz Ferdinand.
Nel 2003, durante la premiazione dei Black Rebel Motorcycle Club per il video di Whatever Happened to My Rock 'N Roll (Punk Song), il batterista della band Nick Jago rimase davanti al microfono in silenzio per sette minuti e dovette essere portato fuori a forza tra i fischi e le grida del pubblico.
Nell'edizione del 2006 gli Arctic Monkeys vinsero come miglior band emergente, miglior band britannica e per il miglior brano con I Bet You Look Good on the Dancefloor. Durante il discorso di ringraziamento, il cantante Alex Turner alluse a come i premi riflettessero la maggior copertura da parte della rivista: «Chi altro avrebbe potuto vincere come migliore band britannica? Non si scrive così tanto su di te per poi non dire che sei la migliore band britannica»
Lo stesso anno, mentre riceveva un premio per i suoi impegni benefici, Bob Geldof definì "un coglione" Russell Brand, presentatore di quella edizione, il quale durante la cerimonia replicò dicendo: «Non stupisce che Bob Geldof sia un esperto di carestie. Si è nutrito di I Don't Like Mondays per 30 anni».
Nel 2008 la cerimonia di premiazione fu seguita da un concerto alla O2 Arena, dove The Cribs si esibirono con Johnny Marr, seguiti da Klaxons, Bloc Party, Kaiser Chiefs e Manic Street Preachers, che suonarono anche con Tom Clarke di The Enemy e Cerys Matthews.

## Fatti rilevanti
- 1955: il cantante Dickie Valentine è il primo artista a vincere 3 premi.[8]
- 1969: Dusty Springfield vince il premio come miglior cantante femminile internazionale per la 4ª volta dal 1965. Complessivamente è il suo 7º riconoscimento, record ad oggi ineguagliato per un'artista femminile.[9]
- 1971: i Beatles si aggiudicano il premio come miglior gruppo britannico per il 9º anno consecutivo. Dal 1963 hanno ricevuto anche quello come miglior gruppo internazionale per 7 volte, venendo battuti nel 1966 dai Beach Boys, nel 1970 e nel 1971 dai Creedence Clearwater Revival.[10] Nella stessa edizione, The Shadows si aggiudicano per il 12º anno consecutivo il premio come "British Instrumental Unit", fino al 1963 denominato "British Small Group".[10]
- 1972: Elvis Presley si aggiudica il premio come miglior cantante internazionale per il 14º anno su 15 dal 1958. Solo nel 1963 era stato battuto da Cliff Richard, vincendo comunque il premio come "World Musical Personality".[11] Nella stessa edizione, proprio Cliff Richard si aggiudica per l'11ª volta in quindici anni il premio come miglior cantante britannico e per l'8ª volta quello come "British Vocal Personality".[11]
- 1976: i Led Zeppelin sono la prima band ad aggiudicarsi 6 premi, considerando anche quelli vinti da Robert Plant come miglior cantante, da Jimmy Page come miglior chitarrista e da John Bonham come miglior batterista.[12]
- 1980: The Jam sono la prima band a vincere 10 premi, considerando anche quelli ottenuti da Paul Weller come miglior cantante, miglior chitarrista, miglior cantautore e come "Most Wonderful Human Being", da Rick Buckler come miglior batterista e da Bruce Foxton come miglior bassista.[13]
- 1982: The Jam sono la prima band ad aggiudicarsi 13 premi (tra cui quello appena istituito per la miglior esibizione live), considerando anche i 6 ottenuti da Paul Weller, quelli vinti da Rick Buckler e Bruce Foxton e il premio "evento dell'anno", assegnato allo scioglimento del gruppo che nel mese di marzo aveva pubblicato l'ultimo album The Gift.[14] Nella stessa edizione i Madness sono la prima band a vincere il premio appena istituito per il miglior videoclip con House of Fun.[14]
- 1983: Siouxsie Sioux, leader della band Siouxsie and the Banshees, vince per il 3º anno consecutivo il premio come miglior cantante femminile. È il suo 6º riconoscimento in tre anni.[15]
- 1995: i Blur sono la prima band ad aggiudicarsi i 5 premi principali: migliore band, miglior album (Parklife), singolo dell'anno (Girls & Boys), miglior videoclip (Parklife) e miglior esibizione live.[16]
- 1997: gli Oasis ricevono nella stessa edizione il premio come "peggior band" e come "miglior band", in questo caso secondo l'opinione dei lettori di NME.[17]
- 2005: gli Oasis sono la prima band a vincere il premio appena istituito per il miglior DVD musicale con Definitely Maybe.[18]
- 2007: l'album eponimo dei Razorlight riceve una nomination come peggior album dell'anno, sebbene sulla rivista fosse stato recensito positivamente con 4 stelle su 5.[19][20]
- 2010: Lady Gaga si aggiudica nella stessa edizione il premio come "artista meglio vestita" e quello come "artista peggio vestita".[21]
- 2013: The Killers si aggiudicano per la quarta volta il premio come miglior band internazionale, dopo le edizioni del 2005, 2008 e 2009.[22]
- 2015: i Kasabian battono il record degli Oasis (7 nomination nel 2009) e diventano la prima band ad essere nominata in 9 categorie: "Best British Band", "Best Album", "Best Live Band", "Best Track", "Best Music Film", "Dancefloor Filler", "Music Moment Of The Year", "Best Fan Community" e "Best Quote".[23]

## Critiche
Dopo la cerimonia del 2002, in un articolo apparso sul Telegraph il giornalista Tom Cox criticò gli NME Awards sostenendo che i vincitori "erano quasi intercambiabili" con quelli dei Brit Awards: «Se i nomi non erano gli stessi (e la maggior parte lo erano), il messaggio che le loro candidature hanno mandato ("Che si fotta il valore artistico, quanto ha venduto?") certamente lo era».
Nello stesso articolo Cox criticò anche l'allora editore di New Musical Express, Ben Knowles, per come aveva ipocritamente attaccato la natura commerciale dei Brits «senza spiegare quale fattore misterioso avesse giustificato la nomination agli NME Awards di Kylie Minogue (e, nel caso, la vittoria) nella migliore categoria pop o la differenza con i Brit Awards vinti come miglior cantante internazionale e per il miglior album internazionale».
Le nomination del 2008 sono state criticate da Caroline Sullivan su The Guardian per la quasi totale assenza di donne, nonostante numerose potenziali candidate: «Quindici, anche dieci anni fa, NME avrebbe potuto sostenere che non c'erano abbastanza musicisti donna da prendere in considerazione, ma oggi il giornale avrebbe potuto considerare Bat for Lashes, The Ting Tings, Cat Power, le CSS, PJ Harvey, M.I.A. o Feist».

## Vincitori degli NME Awards

### Artisti più premiati

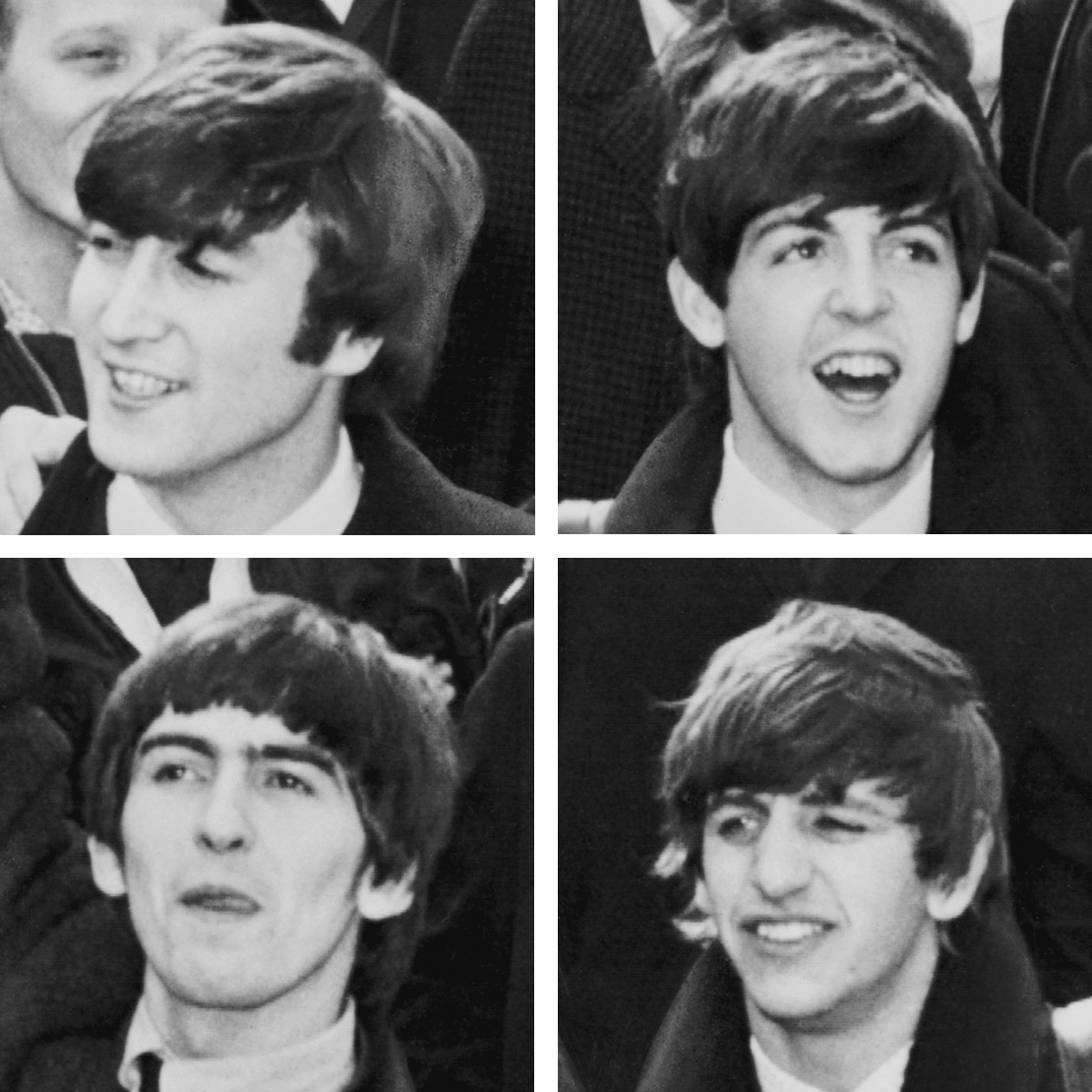
I Beatles hanno ricevuto il maggior numero di premi dal 1963 al 1971.

L'elenco che segue comprende gli artisti o i gruppi che hanno ricevuto complessivamente il maggior numero di premi. Sono inclusi solo i vincitori dei premi principali (Miglior album/brano, Miglior artista/gruppo, etc...). Non sono inclusi premi "collaterali" (disc jockey, eventi, etc...) né i premi al peggior artista o al peggior disco.
- The Beatles (20)
- Cliff Richard (16)
- Elvis Presley (15)
- Arctic Monkeys (14)
- The Shadows (13)
- Oasis, The Jam (12)
- Morrissey (11)

### Vincitori multipli per anno
L'elenco che segue comprende gli artisti o i gruppi che hanno ricevuto più di un premio nello stesso anno. Sono inclusi solo i vincitori dei premi principali (Miglior album/brano, Miglior artista/gruppo, etc...). Non sono inclusi premi "collaterali" (disc jockey, eventi, etc...) né i premi al peggior artista o al peggior disco.
- The Beatles - 1963 (3), 1966 (2), 1968 (3), 1970 (2), 1971 (2)
- Oasis - 1995 (3), 1996 (4), 1997 (3), 2003 (2)
- Arctic Monkeys - 2006 (3), 2007 (2), 2008 (4), 2014 (3)
- The Jam - 1979 (2), 1980 (4), 1982 (4)
- Paul Weller - 1979 (2), 1980 (3), 1981 (2), 1982 (3)
- Blur - 1995 (5), 2000 (3)
- The Smiths - 1985 (2), 1986 (3), 1987 (2)
- Manic Street Preachers - 1997 (3), 1999 (4)
- Coldplay - 2001 (3), 2003 (2)
- The Stone Roses - 1989 (4)
- Muse - 2009 (2), 2010 (2)
- Kasabian - 2010 (2), 2015 (2)
- T. Rex - 1972 (3)
- Yes - 1974 (3)
- David Bowie - 1974 (3)
- Led Zeppelin - 1976 (3)
- Sex Pistols - 1977 (3)
- New Order - 1983 (3)
- Frankie Goes to Hollywood - 1984 (3)
- The Verve - 1998 (3)
- The Strokes - 2002 (3)
- Radiohead - 2004 (3)
- The Killers - 2008 (3)
- Klaxons - 2008 (3)
- Cliff Richard - 1959 (2)
- The Shadows - 1960 (2)
- John Leyton - 1961 (2)
- Frank Ifield - 1962 (2)
- The Rolling Stones - 1965 (2)

- Spencer Davis Group - 1966 (2)
- Golden Earring - 1974 (2)
- Pink Floyd - 1974 (2)
- Bad Company - 1975 (2)
- The Clash - 1978 (2)
- The Specials - 1979 (2)
- Echo & The Bunnymen - 1981 (2)
- Elvis Costello - 1983 (2)
- The Jesus and Mary Chain - 1985 (2)
- The Pogues - 1985 (2)
- The House of Love - 1988 (2)
- Happy Mondays - 1990 (2)
- The Charlatans - 1990 (2)
- R.E.M. - 1992 (2)
- Suede - 1992 (2)
- Pulp - 1996 (2)
- The Prodigy - 1997 (2)
- Beck - 1997 (2)
- Fatboy Slim - 1999 (2)
- The Flaming Lips - 2000 (2)
- Kings of Leon - 2004 (2)
- Franz Ferdinand - 2005 (2)
- Kate Nash - 2008 (2)
- MGMT - 2008 (2)
- My Chemical Romance - 2011 (2)
- Florence and the Machine - 2012 (2)
- Jamie T - 2015 (2)
- Royal Blood - 2015 (2)
- Wolf Alice - 2016 (2)